# مرقئة أليفة الصخور
مرقئة أليفة الصخور (الاسم العلمي:Sanguisorba rupicola) هي نوع من النباتات يتبع جنس المرقئة من الفصيلة الوردية.